# 苗栗市萬善祠暨范苟祠
24°33′03″N 120°48′53″E / 24.550732°N 120.814762°E
苗栗市萬善祠暨范苟祠，是位於臺灣苗栗縣苗栗市高苗里的陰廟，曾被列為苗栗縣文化資產，但不到半年即除名。

## 建物狀況
苗栗市萬善祠暨范苟祠位在苗栗市高苗里信義街40號，兩祠比鄰，上方則搭建有鐵皮棚架屋頂。據世居南苗的苗栗市公所里幹事徐世侯表示，舊時祠前牛車往來密集，因坡度陡峭，牛爬坡常沿路拉屎，而有「牛屎崎」的老地名，車伕會將牛拴在祠前的兩棵樹下休息。因萬善祠與范苟祠年代久遠，查無地上物所有權人及管理人員，今日兩祠土地都屬縣有地，面積約434平方公尺。
依清朝《苗栗縣志》所載，萬善祠是咸豐十一年（1861年）由鄉人捐建，後地震倒塌，於光緒九年（1883年），職員徐炳文等倡捐重建。今建築物是一棟二層樓鋼筋混凝土建築，總面積估算約有55㎡，外觀以油漆粉刷，外門聯書「萬象占豐亨自得郊原為福地」、「善行僅祀事遂成祠宇奠幽居」，內有匾額為「萬姓同春」。一樓前方為祭祀空間，後方則是骸洞搭建而成的空間。主祀萬善諸公；右陪祀鄭光讚、林天助、蔡連朝三位地基主；左祀則供奉排骨先師。後方骸洞平時為封閉狀態，壁體材質為硬砂岩及混凝土砌造，內置有許多骨灰罈及簡易牌位。二樓祭祀地藏王菩薩。
范苟祠正立面牆面以磁磚裝飾，主體構造為鋼筋混凝土，格局為分為前殿與後殿、面寬三開間硬山式小廟，面積估算約25平方公尺，前殿右方設銀庫、左側則為金庫，面積皆約1平方公尺。祠上方門聯書有「英烈千秋」。正殿奉祀范苟伯公；左陪祀戴阿基及福德正神香位；右陪祀流勇十九名香位。後殿部分則為范苟之墓。

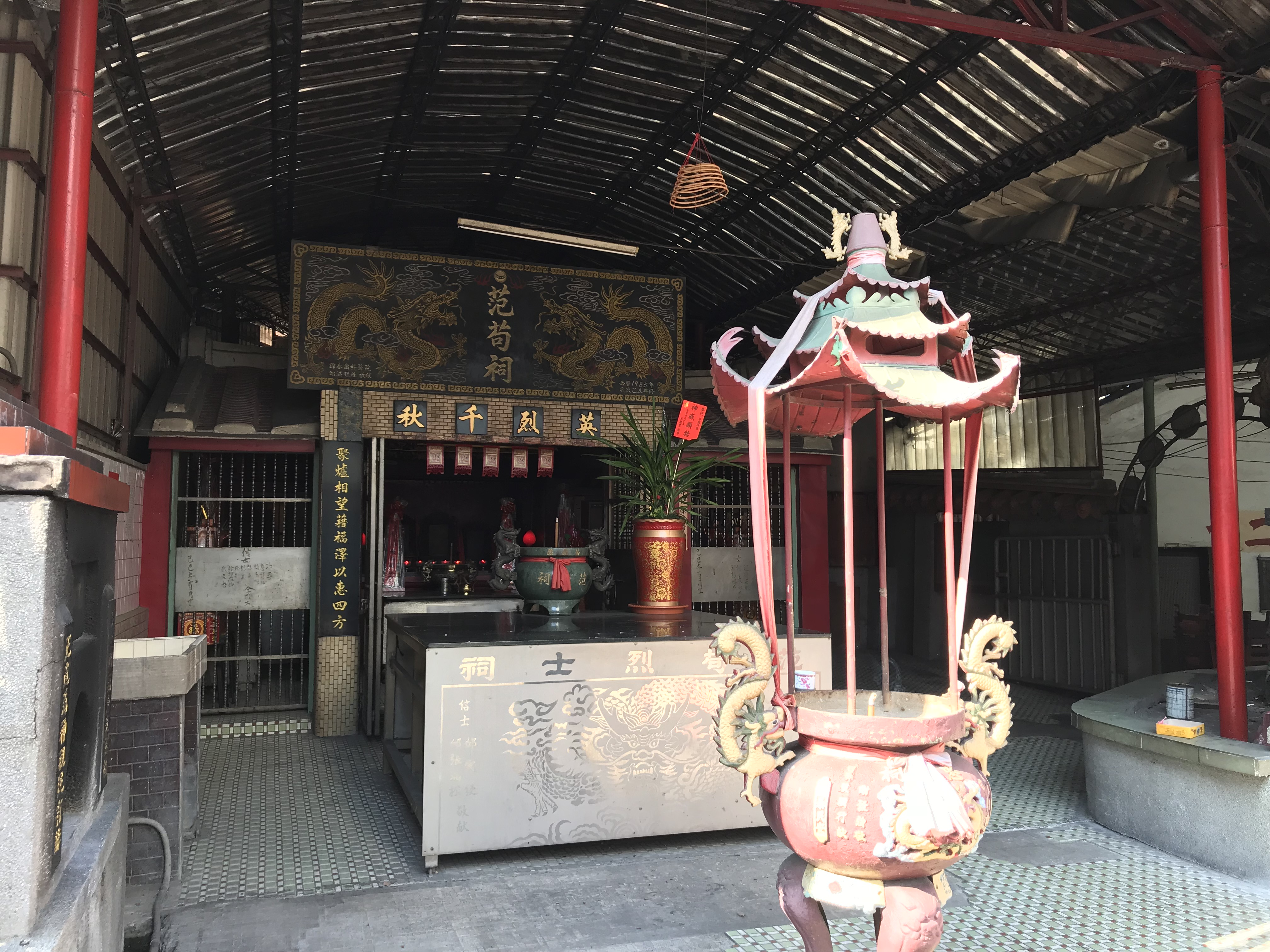
范苟祠內景

## 范苟身分
范苟的身分有不同傳說。
一，為光緒年間，范苟率流勇十九名於此處揭竿舉義，但全數被清兵擊殺，放至此處梟首示眾，地方人士將首級合葬立塚，因香火小盛且靈驗，光緒十七年（1891年）地方又捐資建祠。
二，光緒十七年，一位通霄人范苟因與歹徒同名同姓，官府誤抓並將良善之人問斬，鄉民為平冤而立祠紀念。
三，有位綽號「阿狗」的流浪漢因偷雞被打死，草埋在此，後建廟祭祀，因所埋之處為范氏家族土地，遂命名為「范狗祠」，後來改名為「范苟祠」，地方稱為「范苟伯公」。

## 文資保護

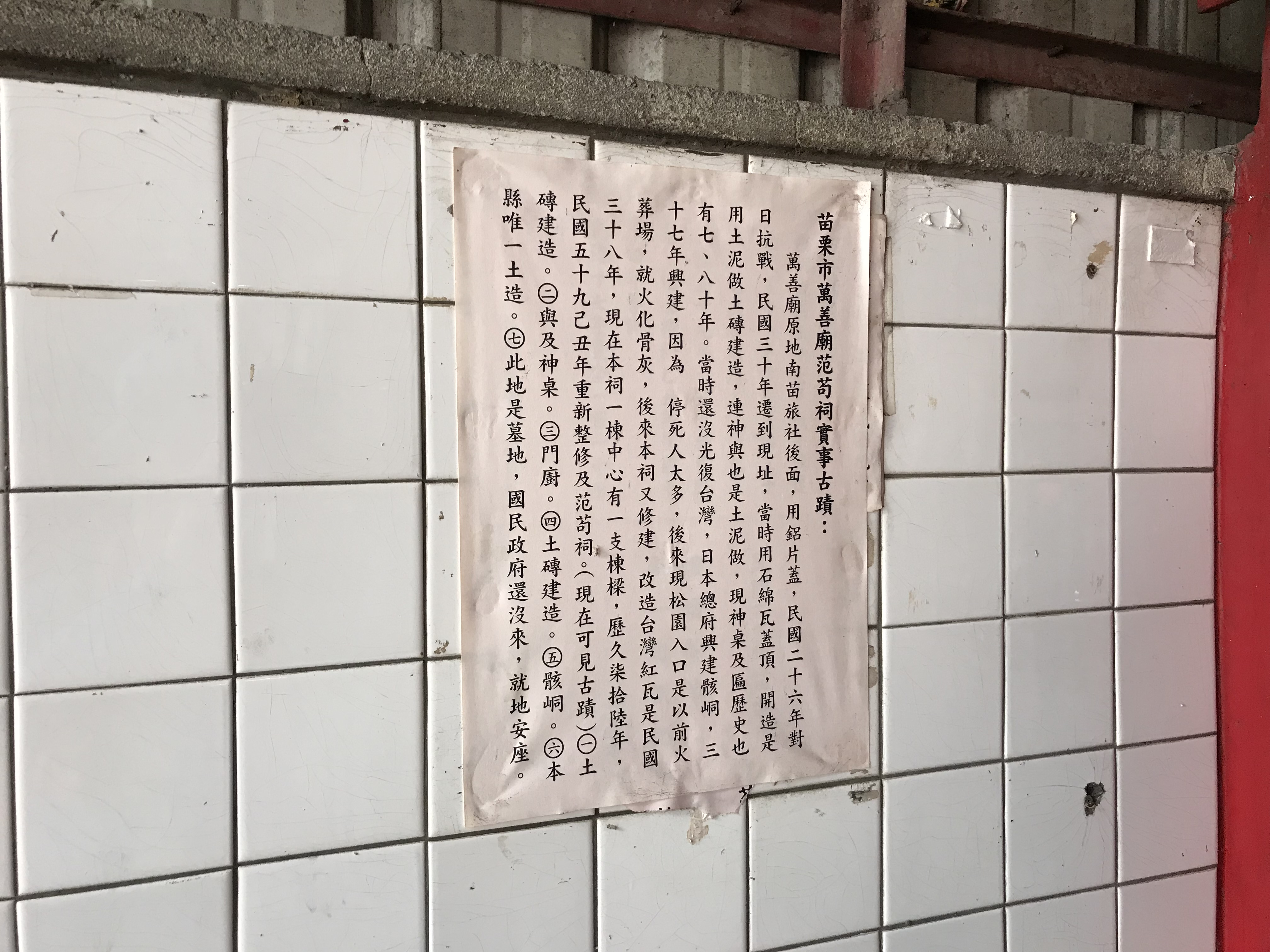
范苟祠說明

2017年12月1日，苗栗縣有形文化資產審議委員會召開大會，首度開放民眾申請旁聽，審議大湖警察署長宿舍、聯合保甲事務所、房裡溪官義渡示禁碑、苑裡房裡順天宮改建增建案、苗栗市萬善祠及范苟祠、南庄鹿場日警紀念碑、南庄南江村福德祠、田美永和宮、中壠泉漳和睦碑等。該月確認苗栗市萬善祠暨范苟祠登錄為有形文化資產的史蹟類，公告日期為2018年3月16日。但文化部認為史蹟登錄基準應具有遺跡或史料上曾發生歷史重要事件者，縣府僅依《苗栗縣志》推測具史蹟價值，尚無相關佐證資料，且審議決議登錄史蹟後才辦理公聽會，程序也不符，因此縣府有形文化資產審議委員會7月開會後，於同年8月27日宣告廢止。
地方盛傳縣府此舉是將出售這塊縣有地。對此，縣府秘書長陳斌山表示，萬善祠與范苟祠都屬陰廟，為地方信仰中心，基於民俗與宗教信仰考量，縣府會審慎處理，蒐集各方意見，目前並無標售該地的規畫。